# جان جهادی
جان جهادی (به انگلیسی: Jihadi John) با نام اصلی محمد اِموازی، جلاد داعش بود، عنوانی که رسانه‌ها به یکی از اعضای گروه داعش داده‌اند. وی متولد کویت بوده و از زندگیِ در شهر لندن انگلستان مهاجرت کرده و به گروه موسوم به «دولت اسلامی در عراق و شام» ملحق شده و در تعدادی از ویدئوهای گردن‌زدن که توسط این گروه منتشر شده ظاهر می‌شود. عنوان جان جهادی توسط عده‌ای از گروگان‌های آزاد شده به این شخص داده شده که ادعا کرده‌اند او مسئول یک ریزیگان (سلول) تروریستی به نام «بیتلز» بوده‌است و وظیفهٔ برقراری ارتباط با خانواده‌های گروگان‌های خارجی را بر عهده داشته‌است. نام مستعار این شخص از نام جان لنون، عضو گروه راک انگلیسی بیتلز گرفته شده‌است. دیگر اعضای این ریزیگان هم «پل»، «جورج» و «رینگو» نامگذاری شده‌اند که نام آنها به ترتیب از دیگر اعضای گروه بیتلز، پل مک‌کارتنی، جرج هریسون و رینگو استار گرفته شده‌است. بی‌بی‌سی در ۲۶ فوریه ۲۰۱۵ (۷ اسفند ۱۳۹۳) گفت که نام اصلی این جلاد محمد اموازی و از اهالی غرب لندن است، سرویس‌های امنیتی بریتانیا پیشتر او را شناسایی کرده بودند اما به دلایل عملیاتی نخواستند هویتش را فاش کنند. مرکز بین‌المللی مطالعات رادیکالیسم در دانشگاه کینگز کالج لندن این هویت را تأیید کرد.

## پیشینه
جان جهادی متولد کویت و در رشته برنامه‌نویسی رایانه در لندن تحصیل کرده بود. در شش سالگی به انگلیس رفت و در منطقه غرب لندن ساکن شد. وی زمانی رادیکال شد که در پی سفر به تانزانیا، بازداشت شد و مقامات اطلاعاتی انگلیس، وی را به تلاش برای رفتن به سومالی متهم کردند. اعتقاد بر این است که او از همدستان یک مظنون سابق بریتانیایی است که در سال ۲۰۰۶ به سومالی سفر کرد و گفته می‌شود در راه‌اندازی و تأمین بودجه یک شبکه برای گروه پیکارجوی سومالیایی الشباب دخیل بوده‌است. وی در سال ۲۰۱۲ به سوریه سفر کرد. وی به عنوان فردی ساکت و مؤدب توصیف می‌شود که به لباس‌های مد روز علاقه داشت.
وی در ایمیلی به تاریخ ژوئن ۲۰۱۰ که واشینگتن پست و گاردین منتشر کردند نوشت: «قرار بود من صاحب کار شوم و ازدواج کنم. من حس یک زندانی را دارم که نه در زندان بلکه در لندن زندانی شده‌است. فردی که زندانی است و نیروهای امنیتی وی را تحت کنترل دارند. آنها مانع از این شدند که در زادگاهم یعنی کشور کویت، زندگی جدیدی شروع کنم.»

## قربانیان
وی تا پیش از آنکه اعلام شود کشته شده، تعدادی بسیاری از سربازان کشور سوریه، جیمز فولی و استیون سات‌لاف دو خبرنگار آمریکایی، دیوید هینس و الن هنینگ امدادگران بریتانیایی، پیتر کاسیگ امدادگر اهل آمریکا که بنا بر بعضی گزارش‌ها اسلام آورده و به نام «عبدالرحمن کاسیگ» شناخته می‌شد و هارونا یوکاوا و کنجی گوتو دو گروگان ژاپنی را سر برید.

### مقتولان سرشناس‌تر
- جیمز فولی (روزنامه‌نگار)
- استیون ساتلاف
- در ۱۳ سپتامبر ۲۰۱۴، ویدئویی خطاب به نخست‌وزیر انگلیس دیوید کامرون منتشر شد که در آن اعدام و گردن‌زدن دیوید هینس (به انگلیسی: David Haines)، مددکار اهل بریتانیا توسط جان جهادی را نشان می‌داد.[۳۶]
- در ۳ اکتبر ۲۰۱۴، ویدویی توسط دولت اسلامی منتشر شد که در آن سر بریدن آلن هنینگ (به انگلیسی: Alan Henning)، مددکار انگلیسی را نشان می‌داد. هنینگ که یک راننده تاکسی اهل Salford, Greater Manchester بود، در ۲۷ دسامبر ۲۰۱۳ در منطقه Ad Dana که توسط دولت اسلامی اداره می‌شد، ربوده شد.[۳۷][۳۸]
- پیتر کاسیگ، امدادگر آمریکایی معروف به پیتر
- هارونا یوکاوا، گروگان ژاپنی
- کنجی گوتو، گروگان ژاپنی

## کشته شدن
محمد اموازی معروف به جان جهادی در تاریخ ۱۲ نوامبر ۲۰۱۵ در حمله‌ای که توسط پهپاد آمریکایی به شهر رقه سوریه صورت گرفت کشته شد.